# 松本頼
松本 頼（まつもと より、1998年9月26日 - ）は、日本の俳優である。神奈川県出身。

## おもな出演

### テレビ番組

#### NHK
- NHK紅白歌合戦 （2006年） - 氣志團バックダンサー
- 大河ドラマ 平清盛（2012年） - 平清宗 役

#### NHK教育
- 時々迷々 （2009年）

#### 日本テレビ
- 怪物くん（2010年）

#### フジテレビ
- スクール!!（2011年）- 松下頼　役

#### テレビ朝日
- 13歳のハローワーク（2012年） - 川崎孝介 役

#### テレビ東京
- 三匹のおっさん〜正義の味方、見参!!〜（2014年）

#### BSスカパー！
- Oh！デビー（2011年）

### CM
- サンウェーヴ システムキッチン
- トヨタ自動車
- カンロ「梅のど飴
- グリコ乳業「朝食グリコヨーグルト」
- ピップエレキバン
- 静岡銀行～住宅ローン何でも相談会～(NA)

### 舞台

#### 新橋演舞場
- 人情噺 文七元結

#### 明治座
- 五瓣の椿
- 妻をめとらば
- 仙台四朗物語

#### 地方巡演
- 義経千本桜

### その他
- ネットシネマ「探偵事務所5　～七つの顔～」
- パナソニック「ムービーカメラ」　プロモーション映像